# Max Steineke
Max Steineke (Brookings, Oregon, março de 1898 – Los Altos, Califórnia, abril de 1952) foi um geólogo do petróleo estadunidense, que como geólogo chefe da Saudi Aramco e sua antecessora California-Arabian Standard Oil (CASOC) encontrou as primeiras grandes reservas de petróleo na Arábia Saudita.

## Primeiros anos
Steineke foi um dos nove filhos de um imigrante alemão. Ele saiu de casa quando tinha 12 anos para trabalhar em uma serraria em Crescent City, Califórnia. Um professor que conheceu lá o encorajou a continuar sua educação e ele estudou geologia a partir de 1917 na Universidade Stanford com um diploma de bacharel em 1921. Trabalhou então como geólogo de petróleo na Califórnia, Alasca, Canadá, Colômbia e Nova Zelândia.

## Trabalho para a Saudi Aramco
Em 1934 foi para a Arábia Saudita como geólogo da recém-fundada Saudi Aramco, onde foi geólogo-chefe em 1936. Na primavera de 1937 liderou uma viagem de prospecção motorizada de petróleo bruto através da Arábia Saudita, e o conhecimento geográfico e geológico obtido no processo formou a base para explorações posteriores, que acabaram levando às descobertas dos enormes campos de petróleo de Ghawar, Abqaiq e Qatif. Antes disso, foi em 1934 na área da pequena vila de pescadores Dammam que começou a perfuração, numa área já explorada em 1933 pelos geólogos Schuyler "Krug" Henry, Robert "Bert" Miller e J.W. "Soak" Hoover, para perfurações de teste. Após falhas iniciais, por insistência de Steineke a perfuração foi mais profunda (mais profunda do que o esperado pela experiência das descobertas de petróleo nas proximidades do Bahrein) e em uma última tentativa (Steineke teve problemas recentemente em São Francisco para fazer com que o conselho de diretores da Saudi Aramco continuasse pesquisando na Arábia Saudita) foi encontrado em 3 de março de 1938 a uma profundidade de 1.400 m (4.727 pés) no buraco nº 7 (de um total de 10 furos anteriormente malsucedidos) um campo de petróleo produtivo, que no final do mês estava produzindo 3.000 barris por dia apenas no nº 7. Em 1939 mais cinco poços foram perfurados no campo de Dammam e em 1940 outros sete foram iniciados, de modo que em 1940 11 poços forneciam óleo e quatro gás. Também houve contratempos, por exemplo, Dammam No. 12 explodiu em julho de 1939. No mesmo ano Steineke fez outra descoberta a 45 milhas ao sul e abriu o campo de petróleo Abqaiq. O quartel-general ficava em Dhahran. Em 1 de maio de 1939 o rei saudita visitou Dhahran, quando o primeiro navio-tanque recolheu sua carga de petróleo.
Os métodos de perfuração exploratória que desenvolveu também tiveram muito sucesso em outras prospecções, por exemplo, na descoberta do maior campo de petróleo da Arábia Saudita e do mundo, Ghawar. Em 1951 recebeu a Sidney Powers Memorial Medal da American Association of Petroleum Geologists.
Steineke continuou seu trabalho para a Saudi Aramco durante a Segunda Guerra Mundial como seu único geólogo restante, além de Robert Bramkamp e Thomas C. Barger. No entanto, a exploração foi interrompida durante esse período para garantir a produção. Em 1944 a empresa foi renomeada como Aramco (Arabian American Oil Company) pela California Arabic Standard Oil Company (Casoc), uma subsidiária da Standard Oil of California (Socal). Ele ficou na Arábia Saudita até 1950, quando uma doença crônica que começou em 1948 o forçou a se retirar. Ele se mudou para Los Altos, Califórnia. Seu sucessor como geólogo-chefe foi o paleontólogo Robert Bramkamp.
Recebeu a Sidney Powers Memorial Award de 1951 da American Association of Petroleum Geologists.